# Aleixo Paraguaçu
Aleixo Paraguaçu (Jequitinhonha, 17 de julho de 1881 — Belo Horizonte, 22 de janeiro de 1964) foi um político brasileiro. Exerceu o mandato de deputado federal constituinte por Minas Gerais em 1934.
Seu primeiro emprego foi como auxiliar de escritório, na firma comercial do coronel Antônio Hermano de Sousa, no município de Jequitinhonha (MG). Em 1907 já escrevia artigos para jornais se posicionando a favor de um regime ditatorial que deixasse o país livre dos governos oligárquicos. No ano de 1908, alistou-se como voluntário no serviço militar e acabou se tornando funcionário da prefeitura de Belo Horizonte, no ano seguinte.
Concluiu seu bacharelado pela Faculdade Livre de Odontologia, em 1910, na primeira turma formada naquela profissão. Participou da Revolta da Chibata na condição de reservista do exército, integrando as forças legais advindas de Minas Gerais, responsáveis por ocuparem as pontes das barcas que ligavam Niterói ao Rio de Janeiro, capital do país na época.

Deu início a outro curso na Faculdade Livre de Direito de Minas Gerais, em 1916, na cidade de Belo Horizonte, e começou a participar do escritório especializado em causas forenses. No ano de 1920, bacharelou-se em ciências jurídicas e sociais, deixando o serviço público para dedicar-se somente à advocacia, abrindo seu próprio escritório, o qual transformou-se em um dos mais importantes da capital mineira.